# Сєрове
Сєро́ве (до 1948 — Малий Ешкене, Кучюк-Ешкене, крим. Küçük Eşkene) — село в Україні, в Білогірському районі Автономної Республіки Крим.
Відстань від райцентру до населеного пункта становить 30 кілометрів по прямій.